# Eidgenössische Volksinitiative «Für die Stärkung der Volksrechte in der Aussenpolitik (Staatsverträge vors Volk!)»
Die eidgenössische Volksinitiative «Für die Stärkung der Volksrechte in der Aussenpolitik (Staatsverträge vors Volk!)» war eine Volksinitiative in der Schweiz, die von der Aktion für eine unabhängige und neutrale Schweiz im Jahr 2010 eingereicht wurde. Die Volksinitiative forderte ein grösseres Mitspracherecht des Volkes in der schweizerischen Aussenpolitik und wollte dies dadurch erreichen, indem das obligatorische Referendum für völkerrechtliche Verträge ausgebaut werden soll. Dieses Anliegen wurde weder vom Bundesrat noch vom Parlament geteilt, was sich auch in der Abstimmung vom 17. Juni 2012 widerspiegelte, bei der sie die Stände einstimmig und das Volk mit 75,3 % ablehnten.

## Initiative

### Wortlaut der Initiative
Art. 140 Abs. 1 Bst. d (neu)
1 Volk und Ständen werden zur Abstimmung unterbreitet:
d. die völkerrechtlichen Verträge, die:
1. eine multilaterale Rechtsvereinheitlichung in wichtigen Bereichen herbeiführen,
2. die Schweiz verpflichten, zukünftige rechtsetzende Bestimmungen in wichtigen Bereichen zu übernehmen,
3. Rechtsprechungszuständigkeiten in wichtigen Bereichen an ausländische oder internationale Institutionen übertragen,
4. neue einmalige Ausgaben von mehr als 1 Milliarde Franken oder neue wiederkehrende Ausgaben von mehr als 100 Millionen Franken nach sich ziehen.

### Argumente der Initianten
Der Anlass für die Lancierung der Initiative war, dass bei den Volksrechten in der Aussenpolitik umfangreiche Defizite bestünden und der «Souverän bei vielen wichtigen politischen Weichenstellungen nicht oder nur ungenügend mitbestimmen» könne. Die Volksinitiative solle dazu dienen, «den schleichenden Beitritt zur EU sowie zu anderen internationalen Machtgebilden» und die «Aushebelung» der Volksrechte durch internationale Verträge und durch fremdes Recht zu verhindern. Deswegen sollten völkerrechtliche Verträge in sämtlichen wichtigen Bereichen dem obligatorischen Referendum unterstehen – sie müssten dann von Volk und Ständen abgesegnet werden. Die derzeitige Rechtslage, dass nur völkerrechtliche Verträge, die einen Beitritt zu einer supranationalen Gemeinschaft oder Organisation zur kollektiven Sicherheit vorsehen, dem obligatorischen Referendum unterstehen, sei ungenügend. Dass die Kantone, die oft direkt betroffen seien, bei Staatsverträgen nichts zu sagen hätten, sei ein Missstand, den die Volksinitiative korrigiere. Die Volksinitiative solle den Volksrechten weiter eine «Kampfwertsteigerung» geben. Das neue obligatorische Referendum würde daher auch das aufwendige Sammeln von Unterschriften erübrigen, womit die personellen und finanziellen Mittel auf den Abstimmungskampf konzentriert werden könnten.
Die Aktion für eine unabhängige und neutrale Schweiz (AUNS), der Urheber der Initiative, führte während des Abstimmungskampfes Beispiele aus der Vergangenheit auf, die unter das von ihnen geforderte neue Staatsvertragsreferendum gefallen wären. Die AUNS nannte etwa das Schengen-/Dublin-Assoziierungsabkommen, weil es eine Übernahme ausländischen Rechts zur Folge habe, so wie auch den Beitritt der Schweiz zur Welthandelsorganisation oder zur Europäischen Menschenrechtskonvention.
Die Initianten forderten im Wesentlichen, dass über vier Gruppen von völkerrechtlichen Verträgen obligatorisch abgestimmt werden soll:
- Verträge, in denen die Schweiz sich verpflichtet, in Zukunft ausländisches Recht automatisch zu übernehmen;
- Verträge, in denen sie ein internationales Gericht akzeptiert;
- Verträge, die drei oder mehr Staaten einheitliche Regeln für bedeutende Fragen vorschreiben (sogenannte «multilaterale Rechtsvereinheitlichung»);
- Verträge, die zu wiederkehrenden Ausgaben von mehr als 100 Millionen Franken pro Jahr oder zu einer einmaligen Zahlung von mehr als einer Milliarde Franken führen.[3]

## Behandlung der Initiative

### Chronologie
Nach der Vorprüfung durch die Bundeskanzlei am 19. Februar 2008 durfte das Sammeln der 100'000 Unterschriften in einem Zeitraum von 18 Monaten (Art. 139 BV) am 4. März 2008 beginnen. Am 11. August 2009 wurde die Initiative bei der Bundeskanzlei eingereicht, die am 1. September 2009 verfügte, dass die Initiative mit 108'579 gültigen Unterschriften zustande gekommen sei. Nach Art. 97 Abs. 1 Bst. a ParlG hatte der Bundesrat bis zum 11. August 2010 Zeit, der Bundesversammlung eine Botschaft und den Entwurf eines Bundesbeschlusses zu unterbreiten. Da er aber entschied, der Initiative einen direkten Gegenentwurf gegenüberzustellen, verlängerte sich die Frist um sechs Monate (Art. 97 Abs. 2 ParlG) auf den 11. Februar 2011. Der Bundesrat präsentierte Botschaft und Bundesbeschluss am 1. Oktober 2010. Die Beratungen in den Eidgenössischen Räten begannen am 13. April 2011 und endete am 23. Dezember 2011. Am 17. Juni 2012 fand die Volksabstimmung statt, bei der die Initiative abgelehnt wurde.

### Botschaft des Bundesrates
Ein zentrales Anliegen der Initiative war es, die Mitspracherechte des Volkes zu erweitern. Dies wäre auch erreicht worden; der Bundesrat schätzte, dass es jedes Jahr zu ca. drei zusätzlichen Volksabstimmungen gekommen wäre, was einem Anstieg von 30 % entspricht. Die Verträge, die durch eine Volksabstimmung angenommen worden wären, hätten eine grössere demokratische Legitimation als alle anderen und besässen Verfassungsrang, denn Verfassungsänderungen unterstehen ebenso dem obligatorischen Referendum. Der Bundesrat riet deswegen, folgendes zu bedenken: «Einmal von Volk und Ständen genehmigt, würde ein solcher Staatsvertrag auch gegenüber dem ausländischen Vertragspartner als besonders bestandessicher und politisch gefestigt gelten dürfen. Ob und wie empfindlich und wie nachhaltig der aussenpolitische Handlungsspielraum und die internationale Glaubwürdigkeit der Schweiz als Vertragspartner beeinträchtigt würden, wenn eine Vorlage am Volks- oder Ständemehr scheitern sollte, lässt sich abstrakt wohl nicht näher bestimmen.» Für den Bundesrat war des Weiteren ein Problem der Begriff der Wichtigkeit, der in den Ziffern 1, 2 und 3 verwendet wird. Obwohl sich auch die Bundesverfassung dieses Begriffes bediene (in Art. 141 Abs. 1 Bst. d sowie Art. 164), sei dies nicht mit der Verwendung im Initiativtext zu vergleichen. Die Formulierung in Art. 164, auf die sich diejenige in Art. 141 bezieht, stehe für einzelne Normen und Regelungen, nicht für gesamte Sachbereiche. So gebe es keine wichtige oder nicht wichtige Erlasse, sondern lediglich wichtige oder weniger wichtige Normen in den Erlassen des Bundesrechts. Er schreibt dazu: «Die Verfassung unterscheidet damit zwischen besonders legitimationsbedürftigen Regelungen und weniger zentralen Detailbestimmungen. Angesichts des reichen Vergleichsmaterials im Bundesrecht und mithilfe der bundesgerichtlichen Praxis etwa zu den Delegationsregeln gelingt diese Unterscheidung in rechtlich und politisch durchaus befriedigender Weise. Demgegenüber versucht die Initiative, zwischen wichtigen und weniger wichtigen Bereichen zu trennen und müsste daher die einzelnen Politikbereiche und Themenkomplexe nach ihrer Wichtigkeit bewerten, wofür aber kaum objektive Kriterien und Verfahren zur Verfügung stünden.»

#### Direkter Gegenentwurf
Art. 140 Abs. 1 Bst. b
1 Volk und Ständen werden zur Abstimmung unterbreitet:
b. völkerrechtliche Verträge, die:
1. den Beitritt zu Organisationen für kollektive Sicherheit oder zu supranationalen Gemeinschaften vorsehen;
2. Bestimmungen enthalten, die eine Änderung der Bundesverfassung erfordern oder einer solchen gleichkommen;
Der Bundesrat anerkannte das Bedürfnis nach einer verbesserten direkt-demokratischen Mitgestaltung der Aussenpolitik, wie es in der Initiative zum Ausdruck kam. Aus diesem Grund wollte er der Volksinitiative einen direkten Gegenentwurf gegenüberstellen, der die berechtigten Anliegen der Initiative aufnimmt, aber die festgestellten Nachteile vermeidet.

### Behandlung in den Eidgenössischen Räten
Die Beratungen in den Eidgenössischen Räten (National- und Ständerat) begannen am 13. April 2011 im Nationalrat. Der Berichterstatter der Staatspolitischen Kommission des Nationalrats (SPK-N), der im Plenum die Vorberatungen der Kommission zusammenfasste, wies darauf hin, dass die Annahme der Initiative Schwierigkeiten nach sich zöge. Er brachte wie auch der Bundesrat in seiner Botschaft das Argument vor, der Begriff des «wichtigen Bereiches» sei zu unklar, zu unscharf, als dass er in die Verfassung geschrieben werden könnte. Deswegen riet sie dem Nationalrat an, die Initiative abzulehnen. Da die SPK-N aber anerkannte, dass eine stärkere Beteiligung des Volkes in der Aussenpolitik zu begrüssen sei, empfahl sie den Gegenentwurf zu Annahme. Der Gegenentwurf schaffe den Parallelismus auf Verfassungsstufe, wie er schon auf Gesetzesstufe bestehe: Wenn rechtliche Bestimmungen in Staatsverträgen Gesetzescharakter haben, sollen sie dem fakultativen Referendum unterstehen, haben sie Verfassungscharakter, ist das obligatorische Referendum vorgesehen. Hans Fehr (SVP) vertrat als Sprecher die Kommissionsminderheit, die aus der SVP-Fraktion bestand, die Initiative. Seines Erachtens gehe aus dem Initiativtext genau hervor, welche völkerrechtlichen Verträge künftig dem obligatorischen Referendum unterstellt werden sollen. In der Gesamtabstimmung nahm der Nationalrat den Gegenentwurf mit 115 zu 52 Stimmen bei vier Enthaltungen an. Er empfahl die Volksinitiative zur Ablehnung, ohne dass ein anderer Antrag gestellt worden wäre (ein Antrag auf eine positive Abstimmungsempfehlung kam nicht zur Abstimmung, weil er bloss eventualiter für den Fall der Ablehnung des Gegenentwurfs gestellt worden war).
Der Ständerat folgte dem Nationalrat und empfahl mit 32 zu 4 Stimmen ebenfalls die Ablehnung der Initiative. Der Kommissionssprecher wies auf dieselben Probleme hin, die bereits im Nationalrat thematisiert worden waren. Da die Initiative das obligatorische Staatsvertragsreferendum nicht präzise definiere, müsste die Bundesversammlung jeweils entscheiden, ob der zur Diskussion stehende Staatsvertrag zu einem wichtigen politischen Sachbereich zu zählen ist. Anders als der Nationalrat beschloss der Ständerat auf Antrag seiner vorberatenden Kommission (SPK-S) mit 32 zu 2 Stimmen Nichteintreten auf den Gegenentwurf. Er war der Ansicht, dass der Gegenentwurf zwar präziser sei als die Volksinitiative, jedoch auch das vom Bundesrat vorgeschlagene Konzept, wonach völkerrechtliche Verträge mit Verfassungsrang dem obligatorischen Referendum unterstellt werden sollen, keine hinreichend klare Definition bringe. Auch hier müsste die Bundesversammlung von Fall zu Fall entscheiden, ob dem völkerrechtlichen Vertrag Verfassungscharakter zukommt. Weil eine Differenz zwischen National- und Ständerat bestand, musste der Nationalrat erneut über die Vorlage befinden und entscheiden, ob er am Gegenentwurf festhalten will. Er schloss sich aber dem Ständerat an und der Gegenentwurf wurde damit fallen gelassen.

## Volksabstimmung

### Abstimmungsfrage
Wollen Sie die Volksinitiative «Für die Stärkung der Volksrechte in der Aussenpolitik (Staatsverträge vors Volk!)» annehmen?

### Haltungen der Parteien
Ja-Parole: EDU, FPS, PdA, KVP, SVP, SD
Nein-Parole: SP, Grüne, FDP, EVP, CVP, GLP, CSP, BDP

### Ergebnisse
Ja-Stände: 0
Nein-Stände: 20 6⁄2 (6 für die sechs «Halbkantone», zweitel weil sie lediglich eine halbe Stimme besitzen)
| Kanton                           | Ja (%) | Nein (%) | Beteiligung (%) |
| -------------------------------- | ------ | -------- | --------------- |
| Zürich                           | 26,1 % | 73,9 %   | 39,96 %         |
| Bern                             | 22,6 % | 77,4 %   | 35,01 %         |
| Luzern                           | 23,0 % | 77,0 %   | 42,98 %         |
| Uri                              | 23,2 % | 76,8 %   | 27,51 %         |
| Schwyz                           | 34,0 % | 66,0 %   | 42,34 %         |
| Obwalden                         | 28,5 % | 71,5 %   | 42,27 %         |
| Nidwalden                        | 28,5 % | 71,5 %   | 41,06 %         |
| Glarus                           | 27,5 % | 72,5 %   | 25,09 %         |
| Zug                              | 27,1 % | 72,9 %   | 43,28 %         |
| Freiburg                         | 18,6 % | 81,4 %   | 34,18 %         |
| Solothurn                        | 23,4 % | 76,6 %   | 38,83 %         |
| Basel-Stadt                      | 21,4 % | 78,6 %   | 44,16 %         |
| Basel-Landschaft                 | 22,5 % | 77,5 %   | 39,71 %         |
| Schaffhausen                     | 33,3 % | 66,7 %   | 59,67 %         |
| Appenzell Ausserrhoden           | 27,7 % | 72,3 %   | 37,85 %         |
| Appenzell Innerrhoden            | 28,4 % | 71,6 %   | 26,56 %         |
| St. Gallen                       | 28,1 % | 71,9 %   | 35,16 %         |
| Graubünden                       | 24,3 % | 75,7 %   | 37,72 %         |
| Aargau                           | 27,1 % | 71,9 %   | 33,07 %         |
| Thurgau                          | 28,6 % | 71,4 %   | 31,55 %         |
| Tessin                           | 38,4 % | 61,6 %   | 38,82 %         |
| Waadt                            | 17,6 % | 82,4 %   | 43,10 %         |
| Wallis                           | 20,7 % | 79,3 %   | 41,00 %         |
| Neuenburg                        | 17,6 % | 82,4 %   | 35,68 %         |
| Genf                             | 26,3 % | 73,7 %   | 48,05 %         |
| Jura                             | 18,2 % | 81,8 %   | 29,52 %         |
| Schweizerische Eidgenossenschaft | 24,7 % | 75,3 %   | 38,53 %         |